# Arvid Bäfverfeldt
Karl Olof Arvid Bäfverfeldt, född 4 mars 1897 i Ånimskogs församling, Älvsborgs län, död 30 maj 1959 i Uppsala, var en svensk präst.
Bäfverfeldt var föreståndare för Svenska kyrkans diakonistyrelses sjömansvård i Göteborg 1921-1926, blev teologie kandidat vid Lunds universitet 1925, prästvigdes samma år. Han blev 1928 kyrkoherde i Aspeboda församling, fängelsepredikant i Falun 1932 och direktor för Svenska kyrkans mission 1937, fram till sin död. Bäfverfeldt besökte dess missionsfält Sydindien och Sydafrika 1938-1939. Bland hans skrifter märks bland annat Tambaram. Missionens världskonferens 1938 (1939), Missionen i världskrisen (1940, 2:a upplagan 1941), En indisk kyrka (1942) och Riket kommer (1946).